# Razón de onda estacionaria

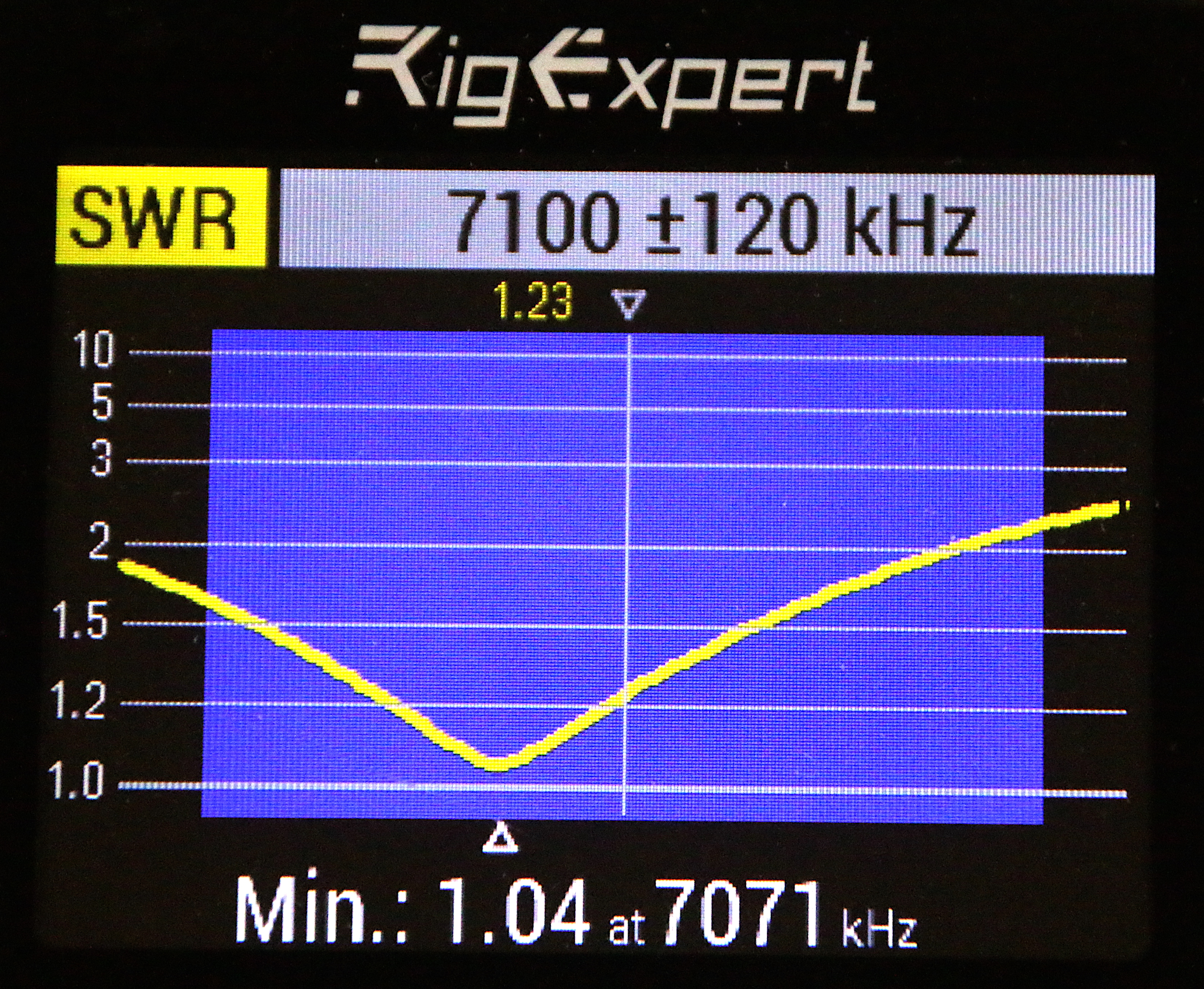
ROE de una antena vertical HB9XBG para la banda de 40 m en función de la frecuencia.

La Relación de Onda Estacionaria o ROE se refiere a la razón geométrica existente entre el valor máximo y el valor mínimo de la amplitud de voltaje observado en una condición de onda estacionaria eléctrica como sería a lo largo de una línea de transmisión. Este fenómeno se explica mediante los conceptos de onda directa y onda reflejada. La relación de onda estacionaria es un número positivo sin dimensiones y siempre mayor o igual a uno. Si la onda reflejada es cero, no existirán máximos ni mínimos, o en otras palabras la amplitud es constante, y por lo tanto el valor de ROE=1. Por el contrario, si existe una onda reflejada, aparecerán voltajes máximos y mínimos y la ROE será >1. En el límite, si toda la onda directa se refleja habrá valores máximos y puntos donde el voltaje mínimo es cero, en este último caso la ROE será infinita.

## Consideraciones Técnicas
El concepto de onda directa y onda reflejada trae como consecuencia el significado práctico de la Relación de Onda Estacionaria como potencia directa (emitida por un transmisor) y potencia reflejada (aquella rechazada por una carga):
Suponiendo Potencia directa = 100%
- ROE=1.0 --> Potencia reflejada = 0.000%
- ROE=1.1 --> Potencia reflejada = 0.227%
- ROE=1.2 --> Potencia reflejada = 0.826%
- ROE=1.3 --> Potencia reflejada = 1.700%
- ROE=1.5 --> Potencia reflejada = 4.000%
- ROE=2.0 --> Potencia reflejada = 11.10%
- ROE=3.0 --> Potencia reflejada = 25.00%

En términos prácticos estos valores de ROE son los más usados. Una ROE muy alta produce pérdidas y puede dañar a los amplificadores de potencia de un transmisor, es por ello que existen circuitos de protección contra ROE con umbrales de actuación variables. Un valor de ROE=1,5 podría ser un límite extremo para transmisores modernos[cita requerida]; los transmisores a válvulas podían aceptar una ROE algo mayor sin peligro para el transmisor. Hay que tener en cuenta que la ROE no es lineal.

## Teoría
En una línea de transmisión, coexisten una onda incidente, de amplitud {\displaystyle V_{i}}, y otra reflejada, de amplitud {\displaystyle V_{r}}.
Ambas ondas se combinan para dar una onda resultante.
La onda resultante puede tener dos valores extremos:
- Cuando la onda incidente y la onda reflejada produzcan una interferencia constructiva. En ese caso {\displaystyle V_{\mathrm {max} }=V_{i}+V_{r}} y por lo tanto, la amplitud de la onda resultante es máxima
- Cuando la onda incidente y la onda reflejada se anulan recíprocamente (interferencia destructiva). En ese caso, {\displaystyle V_{\mathrm {min} }=V_{i}-V_{r}}.

La ROE (SWR en inglés, ROS en francés) se define como la relación entre ambos valores extremos
{\displaystyle \mathrm {ROE} ={\frac {V_{\mathrm {max} }}{V_{\mathrm {min} }}}={\frac {V_{i}+V_{r}}{V_{i}-V_{r}}}}
Los teóricos definen el coeficiente de reflexión Γ como la relación entre ambas amplitudes, reflejada sobre incidente:
{\displaystyle \Gamma ={\frac {{\underline {V}}_{r}}{{\underline {V}}_{i}}}}
Para tener en cuenta la diferencia de fase entre ambas ondas, es preciso escribir Γ como un número complejo. Por esa razón, Γ sigue las reglas especiales de la matemática compleja. Sin embargo, en la práctica, para simplificar se utiliza ρ, el módulo del número complejo Γ :
{\displaystyle \rho =|\Gamma |={\frac {V_{r}}{V_{i}}}}
El valor de ρ también puede expresarse como un porcentaje.
Si escribimos {\displaystyle V_{\mathrm {min} }} y {\displaystyle V_{\mathrm {max} }} en función de ρ:
- {\displaystyle V_{\mathrm {max} }=V_{i}(1+\rho )};
- {\displaystyle V_{\mathrm {min} }=V_{i}(1-\rho )}.

obtendremos una nueva expresión de la ROE, esta vez en función de ρ:
{\displaystyle \mathrm {ROE} ={\frac {1+\rho }{1-\rho }}}
También puede deducirse fácilmente que:
{\displaystyle \mathrm {\rho } ={\frac {ROE-1}{ROE+1}}}

## La ROE y la adaptación de impedancias
- Sea un transmisor de radio, cuya impedancia de salida es Zs. 
  - En los transmisores modernos a transistores, Zs es casi siempre de 50 Ohm.
- El transmisor alimenta una antena cuya impedancia de radiación es Rr

Entre el transmisor y una antena, existe una línea de transmisión, cuya impedancia característica es Zc. 
Dos condiciones son necesarias para que el máximo de energía entregado a la antena sea irradiado: :
- Zs = Zc;
- Zc = Rr;

Cuando una línea de transmisión cumple con estas condiciones, se dice que la línea está adaptada.